# キングジョー
キングジョーは、特撮テレビドラマ『ウルトラセブン』への初登場を経て「ウルトラシリーズ」に登場する架空のロボット怪獣。別名は宇宙ロボット。

## キングジョー

### 『ウルトラセブン』に登場するキングジョー
『ウルトラセブン』第14話「ウルトラ警備隊西へ 前編」、第15話「ウルトラ警備隊西へ 後編」に登場。
ペダン星人が作ったスーパーロボット。10万トン級以上の船舶を簡単に持ち上げる強靭な腕力を誇り、目のような部位から怪光線デスト・レイを放つ。宇宙金属製による堅牢な装甲とバリアー機能を持ち、ウルトラセブンのいかなる攻撃もまったく寄せ付けない。身体は4つに分離でき、各パーツは飛行と潜水が可能。この形態でもデスト・レイを使用できる。
独特の作動音を立て、合体変形後は頭部の電子ランプが点滅し、不気味な電子和音を発する。
ペダン星人の指令を受け、国際会議場に向かう科学者を乗せた原子力潜水艦アーサー号を分離形態で破壊して六甲山に飛来し、合体して防衛センターに迫る。防衛設備による砲撃にまったくダメージを負わず、建物が破壊される寸前にセブンが駆けつけるが、エメリウム光線やアイスラッガーもまったく通じず、セブンを失神状態にまで追い込む。しかし、体勢を立て直したセブンによって脚を背後から掴まれて仰向けに転倒し、起き上がれないまま再び分離して飛び去る。その後、ペダン星人はダンとの和解交渉に応じ、拉致していた科学者ドロシー・アンダーソンを解放するが、彼女の記憶は消されていた。美しい地球が欲しくなったペダン星人はダンとの公約を破棄し、目的を地球侵略に変更してキングジョーを神戸港に送り込み、建物や船舶を破壊する。応戦するウルトラ警備隊とセブンをキングジョーはタンカーを軽々と振り回すパワーで圧倒するが、その間にアンヌによる治療で記憶が戻ったドロシーの協力によって完成したライトンR30爆弾の砲撃を受け、大破炎上する。形勢不利と見たペダン星人は、キングジョーの腹部から円盤で脱出しようとするが、セブンのワイドショットで撃墜される。
- スーツアクター：中村晴吉[18]
  - スーツアクターの山村哲夫は前編が中村、後編が加藤芳巳であったと証言しているが[19]、制作第17話・第18話の高野組制作日報には、ロボットの演技者は全撮影日程（1967年11月17日から12月7日まで）において中村の名前のみが記載されている[20]。
- 初期の構想では、ハチの大群のように無数の部品が飛来してわけの分からないうちに合体して巨大ロボットになるというものだったが、当時の特撮技術では実現が困難だったため、劇中の形態となった[21][22]。
- 元々はキングジョーという名称は存在せず、放送前後に関係媒体に設定名称が知らされていた模様で、本編では「ペダン星人のロボット」と呼ばれていた[23][24]。1968年にマルザンから発売されたソフビ人形で公式名称として設定され[22]、同年2月ごろから、各媒体において「キングジョー」の名称が用いられるようになった[25]。
  - 名前の由来については、脚本の金城（）哲夫の名を採ったというもの[9]と、金城の父のあだ名から採ったというもの、戦艦のキング・ジョージから採ったもの、との3つ説があるが、金城の父が海外へ行った際に「キンジョー」と呼ばれず「キング、ジョー」と発音されていたことから、金城は「チャンスがあれば『キングジョー』という名前を使ってみたい」と話していたといい[26]、満田かずほもこれを証言している[19]。
  - 『ウルトラファイト』ではキングジョオと表記され、本編と違い自壊作用で倒れたことになっている。
- デザインは成田亨によるもので、分離形態の分割に苦労した旨を述べている[27]。モチーフはテトラポットや灯台[28]。初稿デザインは、顔がお面のようであったが、それを成田が天地逆転させ、無機質寄りにしている[28]。
- 着ぐるみは背中にチャックが着いており、そこからスーツアクターが入るようになっている。後年の作品に登場する個体の着ぐるみは、上下分割式のタイプである。当初の着ぐるみには膝部分にも突起パーツがあったが、造形の高山良策がパーツを着け忘れたまま着ぐるみを納品してしまい、あとからパーツの存在を思い出して撮影所に持っていこうとしたが、撮影に間に合わなかったために使用されなかった[29]。頭部のアンテナはカメラ用の小型三脚、目はボリュームのつまみが使用されている[30]。石膏製の着ぐるみも存在するが、重すぎるという理由からFRP製のものに変更された[30]。
- ウルトラシリーズに登場したそれまでのロボット怪獣はどこか有機的な生命体を想像させるものであったが、このキングジョーは完全に無機質な金属ロボットであり、『ウルトラマンタロウ』第40話で回想シーンに登場した際にも「ウルトラ史上初のスーパーロボット」とナレーションで説明されている。

### 『アンドロメロス』に登場するキングジョー
改造キングジョー
『アンドロメロス』のグラビアや漫画版で登場。ナックル星人に操られた改造キングジョーが登場し、アンドロ戦士たちと対決する。
グラビア版では、てれびくん1982年1月号に登場。グア軍団によって30倍に強化されており、両耳のボルトから500万ボルトの電流を放つとされている。
メロスを海底に引きずり込んで水中戦に持ち込むことで苦戦させるも、駆けつけたウルフが、ナックル星人が装着しているキングジョーのコントロール装置を破壊したことで形勢逆転、ナックル共々ビームハリケーンで倒された。
その後、1982年2月号で他の改造怪獣たちと共に復活、全員でメロスとウルフを取り囲んで高速旋回しながら炎の渦を発生させる火炎車戦法を仕掛けるも、破られて2人のアンドロビームで倒された。
居村眞二の漫画版では10倍に強化されており、ナックル星人2号に連れられてSP5星雲の宇宙基地を襲撃、駆けつけたウルフをそのパワーで苦しめたが、メロスが駆けつけて形勢逆転、2人のビームハリケーンでナックル共々倒された。
キングジョーグ
特撮テレビ番組『アンドロメロス』に登場。キングジョーを模した怪獣戦艦が登場する。

### 『ウルトラセブン1999最終章6部作』に登場するキングジョーII
ビデオ作品『ウルトラセブン1999最終章6部作』第5話「模造された男」に登場。
かつてペダン星人に操られてウルトラセブンに倒されたキングジョーを、新甲南重工が神戸港の海底から引き揚げ、ペダン星のテクノロジーを解析してレスキュー用の電子頭脳を搭載して復元・改修したもの。対侵略者用に量産する計画から一転、平和目的のレスキューロボットとして利用するために復活したが、1万5000年前のオーパーツ・ラハカムストーンがカジ参謀の侵略者を恐れる心をコピーして具現化させた影響で暴走し、再びセブンと戦う。主な攻撃手段は以前と同様だが、作動音が若干違う。改造により分離・合体のスピードが以前とは比べ物にならないほど早くなっており、セブンのワイドショットを分離して回避し、そのままセブンの背後に回り込んで再合体するという荒技も披露する。装甲の強固さも健在で、エメリウム光線を足に受けても大したダメージを負わない。かつてと同様にセブンを追い込むが、ライトンR30爆弾で損傷していた箇所へアイスラッガーによる集中攻撃を受け、最後はウルトラノック戦法で破壊される。
- スーツアクター：外島孝一[36]
- 当初、着ぐるみは初代を模して軟質なものが造られたが、再検討を経て硬質なものに造り直された[40]。

### 『ウルトラマンマックス』に登場するキングジョー
特撮テレビ番組『ウルトラマンマックス』第14話「恋するキングジョー」に登場。
ゼットン星人が地球に送り出した侵略兵器。頭部がキングアルファー号、胸部がキングベーター号、右脚部がキングガンマー号、左脚部がキングデルタ号の4機の宇宙戦闘機に分離する。原子レベルまでの分解・再構築が可能な金属ゼットン・ニュウムで造られているため、縮小も可能。胸部からのキング連射砲とキングパンチが武器。
ゼットンの地球侵入を支援するため、DASHの監視衛星を分離状態で破壊して地球に侵入し、町工場「松本板金」の息子である松本健をゼットン星人が利用して原型となる人間大のリモートコントロールで動くロボットを製作させ、名前や構造からDASHに目をつけられたため、巨大化する。分離状態の4機編隊で超高速飛行し、コバたちのダッシュバード2・ダッシュマザーと空戦を展開してこれを一蹴したうえ、ウルトラマンマックスとの戦闘中にも分離合体を巧みに使って攪乱（）する。ゼットン星人に操られた女性・夏美が操縦していたこともあり、迂闊に手が出せないマックスを苦戦させるが、正気を取り戻した彼女に脱出された後は動きが鈍くなり、形勢は逆転する。最後はマクシウムカノンを受け、破壊される。
- スーツアクター：永田朋裕
- 分離形態のデザインは板野一郎[45][44]。分離形態はCGで描写され、合体シーンは約1か月をかけて制作された[44]。
- 造型は特殊メイクアーティストのピエール須田が担当した[46]。本物のリベットを使用するなどディテールにこだわっていたが、撮影では壊れやすかったという[46]。
- 倒される場面では初代を踏襲して直立不動の状態で後ろに倒れる[47]。

### 『ウルトラマンメビウス外伝 超銀河大戦』に登場するキングジョー
『てれびくん』と『テレビマガジン』での雑誌展開作品『ウルトラマンメビウス外伝 超銀河大戦』に登場。本作品にはキングジョーブラックも登場する（#『ウルトラマンメビウス外伝 超銀河大戦』に登場するキングジョーブラックを参照）。
『てれびくん』版
宇宙を調査していたウルトラセブンとウルトラマンヒカリの前に大群で現れ、襲いかかる。2人を苦戦させるが、最後はワイドショットとナイトシュートの同時発射攻撃で全滅する。
- 記事中ではバンダイから発売された超合金魂版キングジョーを使用。

『テレビマガジン』版
ヤプール人により手足にレーザー砲を付けられたスーパーキングジョーとして出現し、ウルトラマンとセブンを攻撃するが、2人の救援に駆けつけたウルトラマンメビウスの光線でレーザー砲を破壊され、一旦退却する。その後、強化改造されたキングジョーブラックとなって再びウルトラ兄弟の前に現れる。
- 記事中ではCGで表現されている。

### 『大怪獣バトル ULTRA MONSTERS』に登場するキングジョー
『大怪獣バトル ULTRA MONSTERS』第8話「暗殺宇宙人ナックル星人」に登場。
ペダン星人の操るロボットとして登場。ナックル星人の襲来を受けて墜落したペダン星人の円盤から逃げ出した主人公とピグモンを発見し、襲いかかったところをバトルナイザーの怪獣により破壊される。
ステータスは原作同様スピードが極端に低いものの、ディフェンスが非常に高く相手を押し返しやすいが、パワーが非常に低いのが難点。必殺技も原作通りの「マウントチョップ連打」、「怪光線」があり、分離状態で各部から怪光線を一斉発射する「分離怪光線」もある。NEO第3弾よりキングジョーブラックとのタッグ必殺技「ペダニウムスペシャル」が追加された。

### 『ウルトラマンゼロ外伝 キラー ザ ビートスター』に登場するキングジョー（BS）
OV『ウルトラマンゼロ外伝 キラー ザ ビートスター』に登場。
かつてペダン星人が地球に送り込んだキングジョーのデータがビートスターによりコピーされたもので、ビートスター天球の内部でビートスターが率いるロボット怪獣軍団の1体。レギオノイド（BS）がレイの召喚するゴモラに倒された直後にエースキラー（BS）やインペライザー（BS）と共に現れ、一度は3対1の勝負でゴモラに勝利するが、その後にウルティメイトフォースゼロと戦う。そのうち1体はウルトラマンゼロのゼロスラッガーアタックで上半身を切り落とされ、爆散する。ビートスタータワー付近で量産もされており、ウルティメイトフォースゼロやゴモラと戦うが、最後はビートスターの爆発により天球や他のロボット怪獣軍団もろとも全滅する。
- 着ぐるみは、キングジョーブラックを改修してオリジナルに近い造形に戻したもの[50]。

### 『ウルトラゾーン』に登場するキングジョー
『ウルトラゾーン』各話に登場。
第4話アイキャッチでは、夜店の射的の（絶対倒れない）一等景品として並べられている姿が描かれている。
第21話の「怪獣漫才」では、ナースと「ナースのジョー」という漫才コンビを組んで登場しており、ロボットゆえに最後までナースに電化製品扱いされる。

#### 「最後の攻撃命令」
第19話・第20話「最後の攻撃命令」（前編・後編）に登場。
防衛軍で配置異動間近の山本が正体不明の飛行物体の襲来により非常呼集される直前、妻の洋子は自分が地球に潜入した宇宙人であり、飛来した物体は異星人の侵略兵器で、そのパイロットが自分であると告げる。
洋子は自分が止めると合体したキングジョーの腹部から搭乗するが、その動きは止めることができなかった。防衛軍がキングジョーと交戦し、多くの損害を出す中、苦悩する山本はキングジョーの撃滅を命令する。かろうじて右脚部に損傷を与えることに成功するが、その侵攻は止まらなかったため、山本はやむなく新型ミサイルの使用を許可する。
山本は中枢の腹部を狙うことを命令し、なぜか動きを止めたキングジョーに命中したミサイルは爆破に成功する。山本の顔に喜びはなく、帰宅した後には洋子が妊娠していた事実を知り、悲しみに暮れる。最後には自宅に何者かが訪れるが、正体は明かされていない。

### 『ウルトラマンX』に登場するキングジョー
『ウルトラマンX』第11話「未知なる友人」に登場。
4機に分離した状態で地球へ飛来。到着すると同時に合体して街を破壊し始め、スカイマスケッティを不時着させる。現れたウルトラマンエックスとも強硬な装甲を活かして優勢に戦い、ゼットンアーマーを纏ったエックスのゼットン火炎弾やザナディウム光線を分離して回避したり、4機に分離して同時攻撃するなどして苦戦させる。大地がリアライズさせたサイバーゴモラの参戦で2対1となっても互角に渡り合うが、激しい格闘戦で分離機能が壊れたところへサイバーゴモラのサイバー超振動波を浴びて怯み、最後はウルトラマンマックスのサイバーカードを使ったエックスのギャラクシーカノンで破壊される。
ファントン星人グルマン曰く、「7つの星の文明を滅ぼした」とのこと。また、ペダン星人の存在も触れられたが、登場はしていない。内部に生命反応はないと解析されたため、無人で稼働していたことが示唆されている。
- スーツアクター：寺井大介
- 当初の脚本では、冒頭でキングジョーカスタムがエックスに倒され、そのコアをXioが回収して解析したところ、コアにシステムをハッキングされてXioの装備が使えなくなるという展開だったが、盛り込み過ぎであるとの判断からシンプルな内容に変更された[60]。
- 第11話の監督を務めた冨田卓は、歴代のキングジョーへのオマージュを入れつつ、新しい見せ方を意識して演出した旨を語っている[60]。最後の爆発では、通常のセメント爆破に加えて2ミリメートル角の金ラメを火薬で飛ばし、表面の装甲が弾け飛ぶイメージを表現している[61]。

#### サイバーキングジョー
Xioがキングジョーを解析して生み出したサイバー怪獣。
第19話にてサイバーカードが使用され、スカイマスケッティでキングジョーデストレイ砲を発射し、暴走するEXゴモラをダウンさせる。しかしあまり効果はなく、すぐに立ち上がられた。
劇場版でもスカイマスケッティからキングジョーデストレイ砲が発射され、カルロスタワーに向かって侵攻するザイゴーグへ放ったが、まったく効果はなかった。

### 『ウルトラファイトオーブ』に登場するキングジョー
『ウルトラファイトオーブ 親子の力、おかりします!』に登場。
レイバトスの呪文により復活させられた亡霊怪獣の個体が、グドン、ツインテール、バードン、ハイパーゼットン（イマーゴ）、ビクトルギエルと共に出現し、他の5体と共にウルトラマンゼロとウルトラマンオーブに襲いかかり、オーブがレイバトスを追った後はゼロを追い詰めるが、ゾフィーとセブンとウルトラマンジャックが駆けつけ、セブンと戦う。かつてとは異なり、歴戦を経たセブンの前にはまったく歯が立たず、最後はアイスラッガーで切り裂かれて倒される。
- セブンとの対決シーンは、『ウルトラセブン』の同シーンをオマージュしている[64]。

### 『ウルトラマンR/B』に登場するキングジョー
『ウルトラマンR/B』第19話「善人と悪人」に登場。
愛染マコトにより、ウルトラマンの活躍を支援する組織「地球防衛軍」の秘密兵器として開発されるが、何者かのハッキングを受けて美剣サキに反旗を翻してAZ計画を実行したダーリンによって起動する。湊アサヒを額からの吸引ビーム・ペダニウム・トラクターで額奥のコクピットに幽閉してアイゼンテック社に進撃し、迂闊に手が出せないウルトラマンロッソによる攻撃を電磁バリア・ペダニウム・シャッターを張って防ぐなどして追い詰めるが、サキによってアサヒを救出されたところにロッソのクロススパークシュートと遅れて現れたウルトラマンブルのダイナマイトスラッシュを受け、装甲に亀裂が入る。ロッソとブルが合体変身したウルトラマンルーブとも互角に戦うが、最後はサキに対獣拘束システムで動きを止められたところを、ルーブにルーブボルテックバスターで破壊される。残骸は、サキによってクリスタルと化して回収された。
- スーツアクター：永地悠斗
- 『R/B』ではそれまで召喚によって登場する怪獣が多かったが、ダーリンがハッキングされて起動させるという展開からロボット怪獣となり、キングジョーが選ばれた[67]。マウントポジションで殴りかかるシーンや手前に置いたミニチュア越しに映すカットなどは、『ウルトラセブン』を踏襲している[67]。
- 格納庫での合体シーンは、CGとミニチュアを組み合わせている[67]。分離状態はミニチュアやCGデータが存在していなかったが、過去作品のグリーンバック素材を探し当てて使用した[68]。
- 初期脚本では他国によってハッキングされると明記されていたが、物語のスケールが大きくなりすぎてしまうため、完成作品ではハッキングした者は不明のままとなった[67]。
- キングジョー内部のセットは新規に制作された[67]。

### 『ウルトラマンZ』に登場するキングジョー
『ウルトラマンZ』第9話「未確認物資護送指令」および第10話「宇宙海賊登場！」に登場。
ウルトラメダルを狙うバロッサ星人がペダン星人が作った宇宙ロボットを入手し、彼の宇宙船として使用される。武器は頭部から放つ破壊光線デスト・レイと分離体でも使用可能な牽引ビームペダニウム・トラクター。
地球防衛軍が回収していたウルトラメダルを強奪し、続いて残るメダルも狙って護送中のストレイジの輸送車を4機の小型UFOに分離して襲撃する。一度はストレイジがあらかじめ用意していた偽物のメダルを掴まされるが、カブラギの策略で本物のメダルの所在を感知し、強襲した統合先進装備研究所にてウルトラマンゼットと交戦する。ゼスティウム光線を防ぎきる装甲やベータスマッシュをも凌駕するパワーでゼットを苦しめるが、分離中は接合部がむき出しになるという弱点を分析され、最後は分離したところをガンマフューチャーに変身したゼットのガンマイリュージョンからガンマミラクルホールドで動けなくされたうえでライトニングジェネレードを浴びせられ、機能を停止する。
その後、残骸は地球防衛軍によってストレイジ基地へ回収・搬入され、奪還を狙うバロッサ星人によって再起動寸前まで追い込まれるも事なきを得て、後述のストレイジカスタムの原型となる。
- スーツアクター：岡部暁
- 作中では出身地やペダン星人については言及されていないが、ボイスドラマではバロッサ星人がペダン星人からキングジョーを強奪したという噂が、バロッサ星人の1体を倒してウルトラの国へ帰還した直後のウルトラマンゼロからゼットに明かされている[72]。
- スーツは『マックス』のキングジョーを改修したもの[73]。分離状態のミニチュアは、部品ごとのスケールが合わず、手と首はスーツと同様のサイズだが、その下は3分の1程度のサイズになっている[74]。
- ストレイジ基地に横たわるカットは、手前に小さな部品、奥に大きな部品を置いてサイズを盗むという強制遠近法となっている[74]。
- キングジョーが手を道の向こうから出すシーンでは、山の斜面と円周道路を回転台の上に乗せて、山と道の方を回して車の主観移動のように見せ、タイミングを合わせて手を突き出している[74]。下からせり出してマルチプレーンのように撮ったり、奥からキングジョーが来るなどが考えられたが、キングジョーが横からフレームインするインパクトが優先された[74]。奥の山は美術部がミニチュアの山を動かしている[74]。

### 『ウルトラマンデッカー最終章 旅立ちの彼方へ…』に登場するキングジョー
映画『ウルトラマンデッカー最終章 旅立ちの彼方へ…』に登場。
プロフェッサー・ギベルス配下のペダン星人によって召喚される。テラフェイザーやウルトラマンディナスと交戦し、ディナスのディナライズバーンズで倒される。
なお、これに先駆けてテレビシリーズ第19話では、TPU月面基地の周辺にスフィアが自分の器として集めてきた残骸状の兵器群にキングジョーの各パーツも含まれていたが、本作の登場個体との関係は明かされていない。
- スーツアクター：永地悠斗

### その他の映像作品でのキングジョー
- 映画『ウルトラマンZOFFY ウルトラの戦士VS大怪獣軍団』では、ゾフィーが戦いを紹介する形でウルトラセブンの必殺技・ウルトラバックブリーカーで倒される[注釈 7]。また、キングジョーが襲撃する防衛センターは「湾岸のコンビナート」とナレーターに読まれた。
- 映画『ウルトラマンメビウス&ウルトラ兄弟』では、小中和哉は登場怪獣を選ぶ際、同映画はキングジョーが初登場した神戸が舞台のため、「神戸だったらキングジョーなんだけど、使っちゃった（笑）」として登場を見送ったという[76]。
- 映画『大怪獣バトル ウルトラ銀河伝説 THE MOVIE』では、百体怪獣ベリュドラの左腕を構成する怪獣の1体となっている[77]。
- 2009年12月5日放送の『めちゃ×2イケてるッ!』では、『大怪獣バトル ウルトラ銀河伝説 THE MOVIE』の宣伝を兼ねてキングジョーブラックが他の怪獣たちと共にオーディションを受ける役柄で出演。ゼットンと球乗りで対決し、球から転げ落ち、ゼットンもプレッシャー星人に妨害されたため、引き分ける。ロボットゆえに転び方もコミカルで、最後のダンス審査ではペダニウムランチャーを上げ下げするロボットならではのダンスを披露した。
- 2011年1月1日放送の『徹底検証!ぼくらのウルトラマン伝説 〜昭和のヒーロー「ウルトラQ」、「ウルトラマン」、「ウルトラセブン」誕生秘話〜』では、『セブン』の中で好きな怪獣2位に選ばれた。
- アニメ『はいたい七葉』第20話では、「ウルトラ怪獣擬人化計画feat.POP」で擬人化された姿となって登場した。

### その他のゲーム作品でのキングジョー
- SFC用ゲーム『ウルトラセブン』では、STAGE4の敵として登場。全身にバリアーを張り巡らし、セブンの攻撃をことごとく防ぐ。
- SFC用ゲーム『ザ・グレイトバトルIV』では、機械化惑星ラーガの中ボスとして登場。分離ユニットも攻撃し、合体すると誘導弾などで攻撃する。
- アーケードゲーム『ウルトラ警備隊 空想特撮ゲーム』では、ステージ2のボスとして登場。最初は分離形態でニューヨークに出現し、その後に合体する。
- ニンテンドーDS用ゲーム『怪獣バスターズ』では、怪獣の1体として登場し、分離・攻撃を繰り出す。全身緑色で右手が槍になった、キングジョー（最新型）も登場。
- PS用ゲーム『スーパーヒーロー作戦』では、敵組織・ETFによって操られる怪獣として登場。ペガッサシティーを攻撃してその機能を破壊し、地球との衝突コースに乗せる。主人公は地球に出現したキングジョーと戦うが、強靭な装甲の前に攻撃が通用せず、苦戦する。また、プレイヤー戦闘に入る前のイベント戦闘で『新機動戦記ガンダムW』のガンダムデスサイズと戦っている。

### その他の書籍作品でのキングジョー
- 小学二年生1972年9月増刊号に掲載された内山まもるの漫画『ウルトラマンA』「ウルトラ5兄弟たいヤプール人」でヤプール配下の怪獣軍団の一員として登場。
- 『ウルトラマンタロウ』放送中に発売された小学三年生1973年12月号に掲載された記事「ウルトラひみつ大作戦帰ってきた最強怪獣」では、第27話 - 第30話に登場する復活怪獣たちは「怪獣軍団」が過去の怪獣の中から強力なものを選んで送り込んだという設定が紹介されている。キングジョーもタロウ抹殺の怪獣の候補に挙がり、ペダン星人に製作するよう問い合わせたところ、1体を製作するのに3年掛かると言われ、建造期間の長さから投入は取り止めになったそうである。その代わりに送り込んだ再生エレキングの敗北を見た怪獣軍団の幹部たちは、「キングジョーを選べば良かった」とコメントしている。
- 小学三年生1980年8月号に掲載された制野秀一の漫画『ウルトラマン80』「ロボット軍団の巻」でチブル星人配下のロボット軍団の一員として登場。
- 漫画『ウルトラ戦士銀河大戦争』では、通常のキングジョーの10倍の大きさの「キングジョージャイアント」が登場。ナックル大帝に操られる。
- 小説『Another Genesis』では、第4話に登場。超人ブラストが地球人だったころの同僚「ジョー」が暴走したブラストに殺害された後、その光の力を受けて周囲の機械を吸収して機人に変貌した姿であり、ブラストが超人化した惑星で彼を待ち受ける。
- 漫画『酩酊! 怪獣酒場』では、怪獣酒場の客として登場。不具合により感情を持ったことで、店員のハルに恋する。
- 漫画『ウルトラジャーニー ツインテール少女とツインテールな僕』では、「JO-001」という個体番号の少女として登場する[78]。魔女サバトに奪われた、後継機たちの心を取り戻すために双舞ひなたたちの旅に同行した。

## キングジョーブラック
ゲーム『大怪獣バトル ULTRA MONSTERS』のオリジナルキャラクターとして初登場。
キングジョーの強化型。名前の指す通りのステルス機能があるブラックメタリックボディーと、右手に新たに備え付けられた銃ペダニウムランチャーが特徴。
必殺技はキングジョーが目の部分から放つ雷属性が追加された怪光線の強化版ハイパーデスト・レイと、敵を押し倒した後、飛行してペダニウムランチャーを浴びせかけるペダニウムエアレイド、そしてその場で回転しながらペダニウムランチャーを連射するペダニウムハリケーンで、どれも強力な威力を持つ。
- デザイン画での名称は、「ブラック・キングジョー」というものもあった[80]。黒くなったキングジョーに右腕を武装するというオーダーだったが、ただの黒では面白くないため、JPSロータスをヒントにゴールドのラインを黒地に入れたものが2つ製作され、その中の1つが決定稿となった[80]。ペダニウムランチャーは、下の弾倉がリボルバー型の拳銃のように回転するイメージだった[80]。銃身部分は伸縮式として2パターン描かれていたが、いずれも採用されなかった[80]。
- キングジョーのソフビの仕様を変更する形でソフビ人形化されたが、最初は右腕のみを新造したウルフェス限定品で、後に左腕を新造し、CGのイメージに近付けるための追加塗装を施したものが一般販売されたうえ、NEO第4弾で怪獣カード付きのものが販売された。この他にも、ソフビと同様に超合金魂版キングジョーの仕様を変更したものも販売された。

### 『ウルトラマンメビウス外伝 超銀河大戦』に登場するキングジョーブラック
『てれびくん』と『テレビマガジン』での雑誌展開作品『ウルトラマンメビウス外伝 超銀河大戦』に登場。
『てれびくん』版
内山まもるの漫画『戦え!ウルトラ兄弟』の単行本書き下ろしシーンに登場。ウルトラマンヒカリとウルトラセブンのステップショット戦法を受けて一撃で粉砕された。
『テレビマガジン』版
スーパーキングジョーが強化改造されたもの。容姿は『大怪獣バトル』のキングジョーブラックと同じであるが、巨大なレーザー砲を抱えている。ウルトラマン、セブン、メビウスと戦い、最後はバーニングブレイブとなったメビウスのメビュームバーストを受けて大爆発した。また、氷の惑星ではエンディール星人によって7体のキングジョーブラックが送り込まれ、ゾフィー、ジャック、A、タロウを苦戦させるが、そこにウルトラマン、セブン、メビウスが合流し、7人揃ったウルトラ兄弟たちの必殺技で全滅させられる。
- 記事中ではスーパーキングジョーと同様にCGで表現されていた。

ウルフェス2007ライブステージ版
エンペラ星人を復活させるためにウルトラ兄弟を倒そうと目論む、ジオルゴンとエンディール星人に操られる。セブンとタロウの合体光線にも耐えるなど、かなりの強さや防御力を持つ。最後はエネルギーが完全に充電されていない隙を突かれてアイスラッガーで敗北し、2大幹部の命令による自爆でアークボガールを復活させる。

### 『ウルトラギャラクシー大怪獣バトル』に登場するキングジョーブラック
特撮テレビ番組『ウルトラギャラクシー大怪獣バトル』第9話「ペンドラゴン浮上せず!」、第10話「予期せぬ再会」、第12話「レイブラッド」、第13話「惑星脱出」に登場。
かつてペダン星人が地球に送り込んだキングジョーの改造強化タイプ。黒く塗られたステルス仕様のボディとなっており、右腕にペダニウムランチャーが装備されている。主に弾丸を乱射する攻撃を必殺技とし、周囲にいる生物を殲滅するまで攻撃を止めないようにプログラムされているが、その目的は不明。
第9話から4機の分離形態で登場し、怪獣たちの戦いに乱入。アングロス、グロマイト、サラマンドラ、ルナチクスなどを次々に葬り去る。第10話で合体した姿で登場。レイの主力怪獣3体（ゴモラ、リトラ（S）、エレキング）をまとめて圧倒するなど、驚異的な強さを見せつける。
その後、惑星ボリスに接近するZAP SPACYの救援艦隊を殲滅し、レイとケイトの戦いに乱入してゼットンと交戦。ペダニウムランチャーを吸収した波状光線を簡単にはじき返すなど、互角の勝負を繰り広げていたところにEXゴモラの乱入を受け、尻尾による串刺し攻撃を受けて敗れる。それでも機能停止には陥っておらず、惑星ボリスから脱出しようとするペンドラゴンを襲撃するが、復活したウルトラマンの八つ裂き光輪で腕を切断され、ウルトラマンと共に人工太陽の大爆発の中に消える。
送り込まれた目的については劇中で明確には語られないが、ゲーム版のカードによれば「レイブラッド星人の後継者覚醒を阻止するために送り込まれた」とされ、続編『ウルトラギャラクシー大怪獣バトル NEVER ENDING ODYSSEY』では未来のペダン星人がレイオニクス抹殺のために送り込んだとされている。
第13話ではケイトからペダン星の暴走ロボットと呼ばれている。命名者はクマノ。
- スーツアクター：寺井大介
- ゲーム作品オリジナルのキャラクターの中で、初めて映像作品に登場した怪獣でもある。

### 『ウルトラギャラクシー大怪獣バトル NEVER ENDING ODYSSEY』に登場するキングジョーブラック
特撮テレビ番組『ウルトラギャラクシー大怪獣バトル NEVER ENDING ODYSSEY』第10話「新たな戦いの地平で」、第11話「ある戦士の墓標」に登場。
前作にも登場したキングジョーの強化タイプ。ペダン星人がレイオニクス抹殺のために量産して送り込んでいる。遠隔装置によって遠隔操作される。
ダイルが操る機体はレイのゴモラと対決。前作のEXゴモラとの戦いで送られたデータを元に強化改良されていたが、暴走することなく力を発揮できるようになったレイオニックバーストのゴモラにはまったく歯が立たず、超振動波を受けて機能停止する。他のレイオニクスハンター部隊のペダン星人がグランデを抹殺するために送り込んだ機体も登場するが、こちらはグランデのレッドキングに圧倒され、強烈な飛び蹴りであえなく倒される。
第11話ではレイを戦力として捕らえようとするハーランの命令で大量に出現し、ゴモラ、リトラ、ミクラスと戦う。倒されても次々と送り込まれるうえ、ZAPクルーを人質に取られてレイが本気を出せないこともあり、次第にゴモラたちを追い詰めていく。しかし、ダイルの命を捨てた行動でZAPクルーが救出され、本気を出したレイの指示によって反撃を開始したゴモラたちによって次々と破壊されていき、最後はペンドラゴンの放ったペダニウムランチャーによって全滅する。
- スーツアクター：寺井大介
- オープニングでは通常のものと、胸と顔のパネルが異なるものの2体組みで登場している。オープニングに登場したパネルが異なる機体は、第11話で2体同時に映るカットにも登場する。
- 第11話に登場する大軍団のシーンの一部には、『超合金魂』のキングジョーブラックが大量に使用された。

### 『大怪獣バトル ウルトラ銀河伝説 THE MOVIE』に登場するキングジョーブラック
映画『大怪獣バトル ウルトラ銀河伝説 THE MOVIE』に登場。
怪獣墓場を漂っていた亡霊がウルトラマンベリアルのギガバトルナイザーの力で復活し、ウルトラ戦士たちと激突する。メトロン星人、ガッツ星人、エレキング、キングパンドンと共にウルトラセブンを攻撃し、ペダニウムランチャーの一撃を浴びせて苦戦させる。後から来たウルトラマンゼロとも戦い、最後はゼットンやタイラント共々ゼロスラッガーで切り刻まれて爆散する。

### 『大怪獣バトル ULTRA MONSTERS』に登場するキングジョーブラック
『大怪獣バトル ULTRA MONSTERS』第7話「宇宙の黒い影」、『NEO』第14話「闘争本能の惑星」に登場。
バトルナイザーを狙うペダン星人がバキシムを倒した主人公とピグモンの前に送り込んだ新型兵器。初代以上に硬い装甲を持っており、バトルナイザーの怪獣に倒されても破壊されるには至らない。ペダニウムハリケーンで主人公たちを攻撃した後、彼らをペダン星人の円盤に連行する。『NEO』では過去の惑星ハマーにて、『ウルトラギャラクシーNEO』に登場したペダン星人らレイオニクスハンターが操るものが登場。集団で現れて主人公やグランデらを攻撃するが、ネオバトルナイザーの怪獣に全て破壊される。
ステータス面に関しては、初代からアタックが上昇し、ディフェンスも本作品に登場する怪獣の中でトップクラスの値を有する。また、パワーの低さも若干ながら改善された。必殺技はインペライザーのごとく回転しながら光弾を乱射する「ペダニウムハリケーン」、「ハイパーデスト・レイ」、敵を殴り倒したうえで空中飛行中にペダニウムランチャーから光弾を連射する「ペダニウムエアレイド」がある。『NEO』第6弾以降は、ペダニウムランチャーから特大の光弾を打ち込む「ハイパーペダニウムバスター」が追加された。
この他、『NEO』第5弾で『ウルトラギャラクシー』で登場した際の円盤形態を再現した「キングジョーブラック飛行形態」が援軍カードとして登場。

### その他の作品でのキングジョーブラック
- 『ウルトラゾーン』第9話のアイキャッチでは、西部劇風に銃を構えて無法者と対峙する姿が描かれた[90]。
- 1970年から1971年にかけてブルマァクが販売した初代キングジョーのソフビ人形には、キングジョーブラックに類似した黒い成形色の物[注釈 9]が存在している[91]。
- 漫画『ウルトラジャーニー ツインテール少女とツインテールな僕』では、「ブラック」という名前の少女として登場する。心を持ち平和に暮らしていたが、魔女サバトに心を奪われたことで殺戮兵器となっていた。
- テレビアニメ『SSSS.GRIDMAN』第8話では、新条アカネの部屋の棚にキングジョーブラックのフィギュアが飾られている[92][93]。同話に登場するメカグールギラスに合わせてメカ系怪獣でまとめられている[92][93]。

## キングジョースカーレット

### 『大怪獣バトルウルトラアドベンチャー』に登場するキングジョースカーレット
漫画『大怪獣バトル ウルトラアドベンチャー』第10話に登場。
本作品にて初登場した紅きキングジョー。色以外の違いは背中のタンクが大型になり、右腕がランス状「ペダニウムランサー」になっているのが特徴である。ペダン星人の女司令官ドロシーの愛機として登場し、その機動力で敵を翻弄し、ランスで敵を貫いたりランスから発射される電撃攻撃で活躍を見せる。
後にゲーム版でもスーパーコンボカードとして登場。

### 『ウルトラギャラクシー大怪獣バトル NEVER ENDING ODYSSEY』に登場するキングジョースカーレット
『ウルトラギャラクシー大怪獣バトル NEVER ENDING ODYSSEY』第11話に登場。
キングジョーブラック軍団の中の1体に、赤い色のキングジョーが登場する。ペダニウムランチャーで破壊されたこのキングジョースカーレットの破片の直撃を受けてハーランが死亡する。
- 『宇宙船 YEAR BOOK 2009』では、ハーラン司令専用機であるとする説を紹介しており[94]、『円谷プロ全怪獣図鑑』でも指揮機と解説している[95]。

## キングジョーカスタム（SD）
『ウルトラマンギンガS』第3話「孤高の戦士」、第8話「朝焼けの死闘」に登場。
キングジョーブラックと同様右腕にペダニウムランチャーを装備しているが、従来の一般型のカスタム機であるため、カラーリングは一般型と同じである。ライブする際も単にキングジョーと認識される。設定上は分離・合体機能も有するとされるが、劇中では未使用。ガッツ星人ボルスト（SD）がモンスライブし、インペライザー（SD）を複数引き連れてウルトラマンビクトリーを圧倒するが、駆けつけたウルトラマンギンガとUPGにインペライザー（SD）を全て倒される。最後はギンガへ一騎討ちを挑み、ギンガストリウムにパワーアップしたギンガのワイドショットで倒される。スパークドールズはヒカルが回収していたが、彼の手でショウに渡されている。
第8話では、ショウからスパークドールズを貸し与えられたヒカルがウルトライブしてファイブキング（SDU）と戦うが、ペダニウムランチャーでの攻撃が一切通じずにガンQビームを受け、倒される。
- スーツアクター：桑原義樹

## キングジョー ストレイジカスタム（キングジョーSC）

### 『ウルトラマンZ』に登場するキングジョーSC
『ウルトラマンZ』第11話「守るべきもの」より登場。正式名称は対怪獣特殊空挺機甲3号 キングジョー ストレイジカスタム、略称はキングジョーSC。形式番号は「SC-3」。
地球防衛軍日本支部が回収したバロッサ星人が操縦していたキングジョーの破片より得た詳細な解析結果を元に、ストレイジが独自技術を用いて復元・改修・再構築することで火力重視型の戦う武器庫として生まれ変わった、ハイブリット機ともいえる特空機3号。キングジョーの異星テクノロジーによる動力源を解析して再構築した動力ペダニウムエンジンにより、ウインダムの5倍のエンジン出力と3倍の反応速度を獲得している。その一方、出力が一定値を超えるとオーバーヒートするリスクも抱えているうえに高い操縦練度も要求されるため、専任パイロットのナカシマヨウコをして「じゃじゃ馬」と言わしめるピーキーな仕上がりとなっている。腹部に黄色い機内照明の操縦席があるが、口元にもハッチがあるため、M1号戦ではイナバコジローが乗り込んでそこから無反動砲で細胞分裂逆進剤を打ち込んだ。戦況に応じて、高機動二足歩行型であるロボットモード、戦術分離戦闘型のセパレートモード、自走多目的兵装型のタンクモードの3形態で運用される。
起動テスト直前で出現したレッドキングへの対処で初陣を飾り、正式にロールアウト後は退役したセブンガーに代わるストレイジの主力として活躍する。ストレイジ解散後は新設された第一特殊空挺機甲群の所属となり、バロッサ星人（三代目）出現時はヨウコに代わって男性パイロットが操縦を担当する。デストルドスとの最終決戦ではナツカワハルキが搭乗し、ほかの特空機と協力してセレブロに寄生されたヨウコの救出に成功する。
セパレートモード各機
ロボットモードから分離した4機の戦術分離戦闘型。各機が飛行能力を持ち、現地でも自在に合体分離が可能なため、上半身のみでも攻撃することが可能。主に広範囲の警戒時に用いられる。
ヘッドファイター
頭部を構成する無人攻撃機。小回りが利く小型の戦闘機のため、警戒区域の哨戒にも使用される。多連装ペダニウム誘導弾発射システムを背面に装備している。
ブレストタンク
胸部と両腕部を構成する無人装軌自走砲。近接鉄拳攻撃システムと26口径750mm榴弾砲を装備している。そのため、遠近両方の攻撃に対応するが、機動力が乏しいため、敵をヘッドファイターで誘導し、そこを迎撃するという連携戦法をとる。
コアシップ
腹部を構成する唯一操縦席を持ち、タンクモードとロボットモードの操縦席も兼ねる司令機。この機体で、他の3機の無人機の遠隔操作による制御を行い、レーザー誘導によって合体に導く。司令機に特化しているため、非武装。第22話ではオオタユカも搭乗し、レッグキャリアーを遠隔操作した。
レッグキャリアー
脚部を構成する無人装軌輸送車。三連装砲を左右に装備し、4基の履帯で走行する。セブンガーを搭載して超信地旋回を行えるほど強固な車体を誇り、絶大な機動力と輸送力を発揮する。作戦区域まで怪獣を輸送し、車体を展開して放り投げる。また、煙幕用のスモークディスチャージャーを前部に装備している。
タンクモード
レッグキャリアーにヘッドファイター・ブレストタンク・コアシップが接続・搭載した自走多目的兵装型。前面に全機の兵装が向いており、同時に全ての武器を発射する全兵装一斉射で敵を激甚な飽和攻撃によって制圧する。

装備
26口径750mmペダニウム粒子砲
右腕内蔵の主砲から超強力なビームを放つ。ただし、メインエンジンに多大な負荷をかけるため、同じ砲身で実体弾である750ミリ榴弾と弾種を使い分けながら使用する。ブレストタンクではエネルギーの関係からビームの発射が不可能なため、750mm榴弾砲のみ使用可能。タンクモードではロボットモード同様の最高出力によるペダニウム粒子砲の発射が可能。ケルビム殲滅作戦では、総合先進装備研究所が次元を操るバラバの角を解析して開発した異次元壊滅兵器D4レイに換装し、次元崩壊によって無数のケルビムを掃討する。D4レイがウルトロイドゼロに移設されたあとは、元に復旧された模様。
近接鉄拳攻撃システム（通称ベダニウムハンマー）
三段階に折りたたまれた左腕部を展開・伸縮させ強力なパンチを放つ。ブレストタンクでも使用可能。
多連装ペダニウム誘導弾発射システム (MPLRS)
背部の5連装の筒状砲塔から最高射程距離100キロのペダニウム誘導弾を放つ。ヘッドファイターでも使用可能。
ペダニウムシールド
ボディ前面に展開したエネルギーシールドで敵の攻撃を防ぐ。
煙幕弾
両足に装備されている。
麻酔弾
肩口に装備されている麻酔薬を内包した弾丸。M1号戦で使用された。
- スーツアクター：岡部暁[73][100]
- デザインは、井野元大輔が担当[107]。スーツ用のデザインは玩具の設計図面を基に起こされている[108]。地球人が作ったという設定から意味と機能のあるデザインとして、実在する武装やメカ、ロボットの要素を取り入れており、原案のディテールを再構築して、右腕のペダニウム粒子砲や左手の指、胸の発光部の構造、足の側面に装備された銃の形状を変更し、地に足のついたハードSFガジェットとすることが志向された[出典 17]。発注時のプレックスがデザインした分離合体の仕組みはそのままに、新規要素を元を活かしながら加えてデザインを進めていき、パネルラインなどはカッコよさではなく、実際の機能としての必然性がある方向性が優先されている[110]。別途に左右側面も描かれている[110]。『Z』メイン監督の田口清隆はストレイジカスタムのコンセプトについて、映画『地球防衛軍』のモゲラに対する映画『ゴジラvsスペースゴジラ』のMOGERAに例えている[109]。セパレートモードは当初、ストレイジの基地玩具として考えられ、敷地に分離した状態で配置され、怪獣の襲撃時に各防衛ラインで迎撃にあたり、最期に合体して肉弾戦、というイメージで考えられていたが、そんなに大きな特空機は存在しえない、ということから却下となった[108]。タンクモードは、田口が玩具の試作でレッグキャリアーに各パーツを積み上げて組んで戦車のようになったものの図面を引き直したものが採用された[出典 18]。全体のカラーリングと分離システムはプレックスがデザインし、ペダニウムハンマーの内側のディテールを井野元が担当した[110]。額の電飾は、原案では前のみであったが、後ろも光るようにディテールが追加された[110]。口元の部分や頭頂部のフィンはカッコよくなるように原案を変更し、右腕のペダニウム粒子砲や左手の指の構造も変更している[110]。白い装甲を外した内部のイメージもデザイン段階で描かれていたが、実際に分解することはできない[110]。スコープも付けられる案もあったが、キングジョーはスコープを覗かないであろうということからカットされた[110]。原案では肩のアーマーはくっ付いていたが、具体的な構造を考えてそこに落とし込んでいる[110]。足側面の銃は監督の田口の指示で形状を変更している[110]。
- スーツは新規造形[73]。6ピース構成のスーツとなっており、膝まで一体になったブーツを穿いて上半身を前後から装着、下腿部と前腕部左右を差し込んで完成となる[102][73]。白い面積が多く、ディテールが照明で白飛びして形状がわからなくなってしまうことを避けるため、シャドー塗装を全身のディテールやエッジに施している[73][112]。スーツの通常時の可動する左腕はスーツアクターのグリップ操作によりリアルタイムで開閉することができるほか、差し替えで握り拳が固定されたパーツも存在する[出典 19]。ペダニウムハンマー展開時は、左腕を肩の基部のプレートごとに回転する構造や伸縮機構を持つ専用の腕などに交換しており、スーツアクターの左腕は胴体部に引き込んでいることから可動域に限界がない[出典 19]。左手の指は開いた状態と閉じた状態を内部の固定具の位置を変えることで選択できる[出典 19]。左肩のみ交換でき、右肩はその機構がないことから交換できない[112]。額と後頭部、胸はLEDによってリレー発光し、回転・明減速度と光量は撮影のコマ数に応じて逆転や可変、全発光などの調節が可能となり、電子的な制御によって前後で光の流れる方向を逆にすることでパトランプのように回転しているように見せている[出典 19]。視界は目元の喉元までメッシュになっている黒い凹部で得ている[73]。胸部の3対ずつのLEDは頭部同様、撮影のコマ数に合わせて明減速度と光量を変更することが可能[73]。
- 企画段階では、キングジョーを最初に登場させる案も挙がっていたが、田口は最初から強くてはウルトラマンが不要になってしまうと考え、最初は弱いところからキングジョーへ向けて段階的に強化していくことを主張したという[109]。本作品にはセブンガーとウインダムが登場していたが、それだけではインパクトがないため、メカレッドキングやメカゴモラのような案もあったが、防衛隊を強くするとウルトラマンの必要性がなくなることから、合体変形ロボとしての特徴を持った新デザインのキングジョーを出すこととなった[108]。防衛隊の武装が激化していってしっぺ返しを喰らうという全体の流れは決まっていたため、その流れとも矛盾しないことから、それで行くこととなった[108]。
- CGではなく、分離形態もすべてプロップで表現されている[102]。分離形態のプロップは新規造形で、ロボットモードとはサイズが異なるため、パーツの使い回しが出来ず、それぞれのサイズで作り起されており、流用しているパーツもないといい、ディテールは暗く見えないようにやや抑え目のシャドー塗装となっている[73][112]。エッジを立てるような塗装を要所要所に施している[112]。ブレストタンクには撮影用スーツと同様の電飾が仕込まれており、明減・発光し、明減速度と光量を調節することが可能だが、小さなサイズのため、別途で専用に作成された[102][112]。ブレストタンクの両腕はタンクモードとデフォルトの肩の角度が異なるため、水平から真上まで四段階に調節することが可能[73][112]。レッグキャリアーのプロップの全長は成人男性一人分に相当する[73]。タンクモードのプロップはセパレートモードを積み重ねただけで成立しているが、固定する機構も組み込まれているため、揺れたり傾いたりした程度では簡単には崩れないようになっており、撮影によって使い分けができるように配慮している[出典 20]。

### 『ウルトラマントリガー NEW GENERATION TIGA』に登場するキングジョーSC
『ウルトラマントリガー NEW GENERATION TIGA』第7話「インター・ユニバース」および第8話「繁殖する侵略」に登場。
『ウルトラマンZ』の世界の地球からバロッサ星人（四代目）によって強奪され、ウルトラマンゼットとともにブルトンの異次元空間を経て作中世界の地球へ落下する。調査に当たったGUTS-SELECTからは、キングジョーをベースに地球の技術で改造されている事実によって存在目的を訝しまれるが、ナツカワハルキの説明もあって停止状態のままで監視下に置かれる。しかし、その後はダダにシステムを乗っ取られて再起動し、市街地を破壊していく。駆けつけたウルトラマントリガーやゼットとの交戦ではその高性能ゆえに優位に立つが、最後は両者のゼペリオン光線およびゼスティウム光線によって大破する。残骸はゼットに回収され、『Z』の世界へ運搬される。
- スーツアクター：石川真之介（第8話）
- 第8話の放送後には、『Z』のイナバコジロー役だった橋爪淳が自身のTwitterでキングジョーSCの残骸を前に困り果てるコジローの姿を投稿し[115]、同話監督の田口清隆やハルキ役の平野宏周から謝られている[116][117]。
- 本作品の10年後を舞台とする次作『ウルトラマンデッカー』第11話では、本作品での一件が新生GUTS-SELECTの教本にも掲載されるほど熟知されていることが、落下した際の回想シーンと共に語られている。

## 『大怪獣ラッシュ ウルトラフロンティア』に登場するキングジョー
データカードダスおよびそれを元にしたCGショートムービー『大怪獣ラッシュ ウルトラフロンティア』に登場。
プラズマメタルキングジョー
4弾のボス怪獣として登場した。プラズマソウルを取りこんだことで装甲が分解・再構築され、やや細身な外見になっている。遺跡の番人として遺跡に近づく者たちをことごとく退ける。
オリハルコンキングジョー
4弾の期間限定ミッションに登場。最高クラスのレア度を誇るオリハルコンプラズマソウルに侵食されたプラズマメタルキングジョー。その戦闘力は大幅に高まっている。

### 『KING JOE Hunting』に登場するキングジョー
プラズマソウルを取り込んだプラズマ怪獣としてテレビ版「KING JOE Hunting」に登場。体を覆うペダニウム合金製の装甲はあらゆる攻撃を跳ね返し、さらに合体状態ではビームをエネルギーに変えて吸収してしまう。しかし合体直前に隙ができ、その時の一点集中攻撃が唯一にして最大の弱点である。シーズ曰く「ハンターを狩ることを楽しみにしている」とのこと。
かつてガルムとその弟はハンティングに失敗しており、特に弟は重傷を負い現在も治療中の身であるため、ガルムにとっては自身と弟のリベンジの相手と粋がっていた。
小惑星帯にてサタンビートルをハンティングする予定だったラッシュハンターズの前に現れ、分離合体をしながら攻撃を仕掛ける。その後、負傷したガルムに代わりマグナがシーズの支援で代わりにロングレンジビーム砲で狙撃を行うも胴体部をずらして回避、その後合体してマグナたちのいる小惑星を握り潰そうとしたが、バレルの放ったサンダーブーメランが接続部に挟まっておりビーム吸収ができない状態になっていたため、それを狙ったマグナの狙撃ですべてのプラズマソウルを破壊され大爆発した。
ゲーム用にアレンジされたプラズマメタルキングジョーと違い、かなり巨大だがボディの各所にあるプラズマソウル以外はオリジナルに近い姿をしている。

## ウルトラマンフェスティバルライブステージに登場するキングジョー
- 『ウルトラマンフェスティバル2009』のライブステージ第1部「翔べ！僕らのキングジョー」には、会場のロボット研究所で制作された地球製のキングジョーが登場。人工知能と声援によってパワーを発揮する回路「ウルトラハート」が搭載されている他、両腕のアタッチメントに各種武装を接続できる。武装にはペダニウムブレード、ペダニウムシールド、エメリウムビームキャノン、キングジョードリル、キングメタルハンマー、ウルトラパワーショベルの6種があり、観客のリクエストに応じて2つの武装が装備された[118]。
- 『ウルトラマンフェスティバル2017』のライブステージ第2部「僕たちの翼！ウルトラホーク発進！」では、キングジョーと他のロボット怪獣を融合したパーフェクトキングジョーが登場[119]。右腕にはナースの尾、左手にはクレージーゴンのハサミ、背中にはアイアンロックスのアイアンキャノンを備えている[119]。

## その他
- プロバスケットボールbjリーグと円谷プロダクションのコラボ企画として開催された「ウルトラ怪獣ドラフト2010」にて、キングジョーブラックが京都ハンナリーズよりドラフト指名された[120]。
- ウルトラマンベリアルが、『ウルトラマンゼロ THE MOVIE 超決戦!ベリアル銀河帝国』の後に怪獣墓場で壊れていたキングジョーを修復し、インターネットやテレビとして利用していたことを、自身のTwitterで語っている[121]。
- 「ウルトラ怪獣擬人化計画feat.POP」として擬人化される。
  - 「ウルトラ怪獣擬人化計画」として『電撃ホビーマガジン』2014年5月号（第6回）に頭部と腰に重点を置き、豊満な胸元を強調した装甲を纏うキングジョー（イラスト：谷裕司）が掲載。「ウルトラ怪獣擬人化計画 ギャラクシー☆デイズ」では怪獣図鑑の1ページとガッツ星人の隠し撮りした写真に登場しているが、本人は未登場。キングジョーIIも登場。
  - アニメ『怪獣娘 〜ウルトラ怪獣擬人化計画〜』に登場。声優は三森すずこ。
- 2016年のファミリーマートのファミマ冬フェスタのテレビCMでは、カネゴン、メトロン星人、ミラーマン、レッドキング、バルタン星人と共に、くじ引きにチャレンジしている[122]。
- 2022年にAll Aboutにて実施された「『ウルトラセブン』で好きな宇宙人・怪獣ランキング」では、キングジョーが第1位に選ばれている[123]。

### オマージュ
- 漫画『クローズ』『WORST』の両作品に登場する人物「金山丈」は、あだ名が「キングジョー」となっている。
- SF小説『MM9―destruction―』には、キングジョーへのオマージュである怪獣ゴウキングが登場する。
- タレントで彫刻家でもある片桐仁は、展示会用にミミズク土偶型キングジョーを制作し、キングジョーと縄文の合体で「キング・ジョーモン」と名付けている[124]。